# Aled Jones
Aled Jones (* 29. prosince 1970 Bangor) je velšský zpěvák známý v mládí svým sopránem. V současnosti je jeho hlas barytonový.
Jones se narodil v městečku Bangor na severu Walesu jako syn učitelky a projektanta lodí. V místním kostele navštěvoval od svých devíti let sbor a během dvou let se stal hlavním sólistou. Na dráhu profesionálního hudebníka se vydal o málo později, první sólové album mu vyšlo již v roce 1983, tedy v jeho třinácti letech. V kariéře zpěváka pokračuje doposud.
V letech 2002–2004 se nechal na albech doprovázet londýnským chlapeckým sborem Libera.
Roku 2013 získal Řád britského impéria.

## Sólová diskografie
- Diolch â Chân (1983)
- Ave Maria (1984)
- Voices from the Holy Land (1985)
- All Through the Night (1985)
- Carols for Christmas (Christmas Album) (1985)
- Aled Jones With the BBC Welsh Chorus (1985)
- Aled - Music from the TV Series (1986)
- Where E'er You Walk (1986)
- Pie Jesu (1986)
- An Album of Hymns (1986)
- Handel: Athalia (1986)
- Sailing (1987)
- Faure: Requiem Bernstein: Chichester Psalms (1986)
- The Best of Aled Jones BBC Records(1985)
- The Best of Aled Jones 10 Records (1987)
- The Very Best of Aled Jones (1988)
- From the Heart (2000)
- Aled (2002)
- Hear My Prayer (2003)
- Higher (2003)
- The Christmas Album (2004)
- A Journey with Aled Jones (2005)
- New Horizons (2005)
- You Raise Me Up – The Best of Aled Jones (2006)
- Reason to Believe (2007)